# Chisra
Chisra ou Cisra (Caere pour les Romains, Agylla pour les Grecs) est le nom étrusque de la ville actuelle de Cerveteri, une ville de la province de Rome dans le Latium en Italie.

## Histoire
À l'époque étrusque, elle était l'une des douze cités de la Dodécapole.
La bataille navale d'Alalia eu lieu vers 540-535 av. J.-C., au large d'Aléria en Corse, entre l'alliance étrusco-phénicienne et les Phocéens.    

## Vestiges
- Depuis Cerveteri, on accède à  la nécropole de Banditaccia, classée au patrimoine mondial de l’humanité[1] en même temps que la nécropole de Monterozzi de Tarquinia.
- Via degli Inferi : une voie antique taillée dans le tuf (une Via Cava) par les Étrusques afin d'établir un passage entre la ville des vivants sur le plateau voisin et la nécropole de Banditaccia.